# Pradolongo (Madrid)
Pradolongo es un barrio perteneciente al distrito de Usera de Madrid. Limita al norte con la calle Marcelo Usera; al este con las calles Nicolás Usera, Mamerto López, Amor Hermoso y Doctor Tolosa Latour; al oeste con la avenida de Rafaela Ybarra, y al sur con la avenida de los Poblados.

## Transportes

### Ferrocarril
Al sur, bajo la calle Doctor Tolosa Latour, se encuentra la estación de Doce de Octubre. Sin embargo, no resulta de gran utilidad para muchos vecinos al estar al otro lado del Parque de Pradolongo.

### Metro
El barrio no posee ninguna parada de Metro. Se encuentra razonablemente cerca la de Usera (L6), a menos de una manzana del límite del barrio.

### Autobús
El barrio es recorrido por las siguientes líneas de autobuses:
| Línea | Terminales                          |
| ----- | ----------------------------------- |
| 6     | Jacinto Benavente – Orcasitas       |
| 47    | Atocha – Carabanchel Alto           |
| 60    | Plaza de la Cebada – Orcasitas      |
| 78    | Embajadores – San Fermín            |
| 81    | Oporto – Hospital 12 de Octubre     |
| 121   | Campamento – Hospital 12 de Octubre |
| 247   | Atocha – Colonia San José Obrero    |
| N15   | Cibeles – Hospital 12 de Octubre    |

## Deportes
El barrio cuenta con el club de fútbol CD Pradolongo, que disputa sus partidos en el campo de fútbol Maris Stella, ubicado en la calle Doctor Tolosa Latour, s/n. Este campo, con superficie de hierba artificial, es una instalación deportiva municipal que ha sido rehabilitada recientemente para ofrecer mejores condiciones a los equipos locales y visitantes.

## Transportes

### Ferrocarril
Al sur, bajo la calle Doctor Tolosa Latour, se encuentra la estación de Doce de Octubre. Sin embargo, no resulta de gran utilidad para muchos vecinos al estar al otro lado del Parque de Pradolongo.

### Metro
El barrio no posee ninguna parada de Metro. Se encuentra razonablemente cerca la de Usera (L6), a menos de una manzana del límite del barrio.

### Autobús
El barrio es recorrido por las siguientes líneas de autobuses:
| Línea | Terminales                          |
| ----- | ----------------------------------- |
| 6     | Jacinto Benavente – Orcasitas       |
| 47    | Atocha – Carabanchel Alto           |
| 60    | Plaza de la Cebada – Orcasitas      |
| 78    | Embajadores – San Fermín            |
| 81    | Oporto – Hospital 12 de Octubre     |
| 121   | Campamento – Hospital 12 de Octubre |
| 247   | Atocha – Colonia San José Obrero    |
| N15   | Cibeles – Hospital 12 de Octubre    |

- Datos: Q10352360
- Multimedia: Pradolongo neighborhood, Madrid / Q10352360